# LMS 4形蒸気機関車
LMS 4形蒸気機関車（LMS 4がたじょうききかんしゃ）は、イギリスのロンドン・ミッドランド・アンド・スコティッシュ鉄道（LMS）が導入した蒸気機関車の1形式である。ジョージ・イヴァットが設計した軸配置2-6-0の客貨両用機で、1947年からイギリス国鉄発足後の1952年までに162両が製造された。最初の3両だけは、LMSが国有化される前に製造されている。

## 概要
LMSは出力区分4Fに、イギリス国鉄は出力区分4MTに分類した。この機関車はイギリス国鉄全体で広く使用され、LMSの地域では一般的であり、それ以外にもより狭い範囲ながら、以前はLMSとLNERが共同所有していたミッドランド・アンド・グレートノーザン合同鉄道に属する東アングリア線では特に中心的な形式となった。また、サマセット・アンド・ドーセット合同鉄道で短期間使用されたが、路線にある長い急勾配での出力が不十分であったため、すぐに他の場所に移され、二度と戻らなかった。これは、蒸気の発生に顕著な改善を加えた設計変更よりも前のことである。

## 番号
最初の3両は、LMSによって3000 - 3002の番号が付けられたが、イギリス国鉄での改番に伴い43000 - 43002となった。イギリス国鉄によって製造された残りの159両は、43003 - 43161となった。製造は複数の工場に分けておこなわれ、75両はホーウィック工場で、50両はドンカスター工場で、37両はダーリントン工場で完成した。

## 設計
本形式は、アメリカ流のスタイル－高い位置のランニングプレートや、シリンダーの先端部に残された隙間－により有名になった。このため、多くの機関車マニアがイギリスで製造された最も醜い機関車だとみなし、複合煙突を装備した最初の50両は特にそのように言われた。しかし、この煙突は効果が低かったため、早い時期に単式煙突に交換されている。維持費を下げるための新たな技術機構も取り入れられている。
イギリス国鉄4形2-6-0蒸気機関車は、本形式をベースに設計されている。シリンダー先端部の隙間を埋めるための傾斜したプレートを含め、外部の足回りを再設計したことで、外観はある程度改善された。

## 退役
1963年から1968年にかけて運行を退いた。